# گلن‌اوکس (کویینز)
گلن‌اوکس (به انگلیسی: Glen Oaks) یک منطقهٔ مسکونی در ایالات متحده آمریکا است که در کویینز واقع شده‌است. این محله بخشی از شورای شهر کویینز ۱۳ است و از شرق با شهرستان ناسائو هم‌مرز می‌باشد.
گلن اوکس محدود بین دو بزرگراه گرند سنترال و شهرستان ناسائو، همچنین از شمال، بزرگراه یونیون در جنوب، مرز کویینز/ناسائو (خیابان لیک‌ویل) در شرق، و کراس آیلند در غرب قرار دارد. بسیاری از صاحبان خانه در پارک فلورال از گلن اوکس به عنوان آدرس پستی خود استفاده می‌کردند. در این منطقه، مرز کویینز/ناسائو، شهر نیویورک قرار دارد که دهکده لیک اکسس و شهر غیرمجاز نیو هاید پارک آن را در بخش شرقی جدا می‌کند. مرز کویینز/ناسائو را «خط شهر» می‌نامند که آدرس آن در اتوبوس‌های شهر نیویورک تبلیغ می‌شود. بزرگراه یونیون اصلی‌ترین جاده تجاری در این منطقه است.

## جمعیت
گلن‌اوکس ۲۷٬۵۴۶ نفر جمعیت دارد.